# Luctuosissimi eventus
Luctuosissimi eventus XII. Piusz pápa enciklikája a magyar nép békéjéért és szabadságáért folyó nyilvános imákról. A pápa 1956. október 28-án keltezte írását és felolvasták a Vatikáni Rádióban és a Szabad Európa Rádióban.

## Előzmények
Az enciklika célja ugyanaz, amelyet ötszáz éve  III. Kallixtusz pápa Cum hiis superioribus annis imabullájában kér. Akkor 1456-ban a napi háromszori harangozás emlékeztette az európai hívőket az imádkozás megkezdésére.
A XII. Piusz pápa már 1956. június 29-én, III. Kallixtusz pápa imabullája 500 éves évfordulójának napján kiadott egy igen pontosan időzített apostoli levelet, amelyben aggodalmát fejezte ki Kelet-Európa népei ateista befolyás erősödése miatt. Négy hónap múlva október 23-án forradalom tört ki Magyarországon. A Szentatya az enciklikában felidézte azokat az emlékeit is, amelyeket az 1938-i, budapesti látogatása óta őriz. (A 34. Eucharisztikus világkongresszusra, mint pápai legátusaként érkezett Budapestre.)

## Az enciklika célja
1. Érjen véget a vérrontás, mert a megbomlott rend nem állítható vissza fegyverekkel.
2. Imahadjáratot indítani a föld összes keresztényeinek, tanújelét adva a közös szeretetnek.
3. "Az annyi fájdalomból kínzott és annyi sebből vérző igen kedves magyar nemzet" és a közép-európai népek jussanak el polgári és vallásszabadságuk, közügyeik megoldására, megőrizve Isten és Krisztus Király jogait.

## Az enciklika hatása
A külföldi rádióból értesült Virág Ferenc pécsi püspök, aki egyedül adott ki körlevelet, a hívek értesítésére. A Kossuth Rádió az október 30-i esti nyolc órás híradásban közölt egy rövid hírt: "A pápa enciklikát bocsátott ki". Az Új Ember katolikus hetilap a november 2-i számában közölt ismertetőt.